# Електра

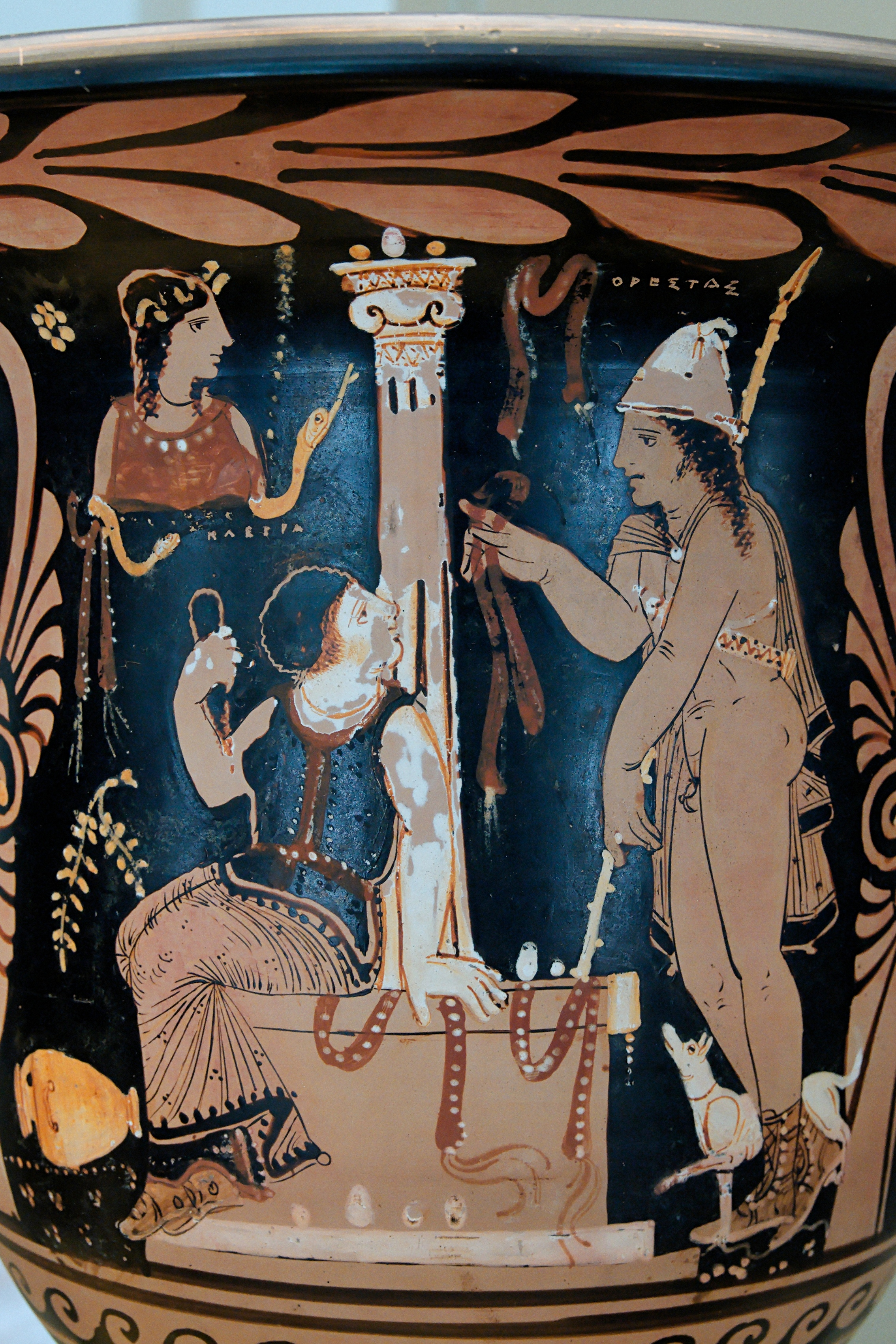
Зустріч Ореста та Електри на могилі Агамемнона, дзвоноподібний кратер, вазописець Піфон, Національний археологічний музей Іспанії

Еле́ктра (грец. Hλέκτρα) — у давньогрецькій міфології — дочка Агамемнона й Клітемнестри, сестра Іфігенії та Ореста (у первісних варіантах міфа зветься Лаодіка).
За переказами (троянського циклу), Електра врятувала свого брата Ореста й допомогла йому здійснити криваву помсту над убивцями батька — Егістом та Клітемнестрою. Електра — головна героїня в трагедіях Есхіла («Хоефори»), Софокла («Електра»), Евріпіда («Електра»). З літераторів нового часу до міфа про Електру зверталися Кребільйон, Гауптман, Гофмансталь, на лібретто якого Ріхард Штраус написав однойменну оперу.

## Електра, як героїня Софокла
У Софокла, на відміну від Есхіла, Електра є центральним персонажем. Електра переповнена ненависті до матері, і до того ж планує план помсти Орестові. Також Електра проявляє неабияку жорстокість під час вбивства. Відсутність вагань чи жалості Електри доповнює галерею блискучих жіночих образів Софокла, який першим серед грецьких драматургів розпочав спроби глибше розкрити внутрішній світ сильної жінки.